# Corocosma memorabilis
Corocosma memorabilis är en fjärilsart som beskrevs av Edward Meyrick 1927. Corocosma memorabilis ingår i släktet Corocosma och familjen praktmalar, Oecophoridae. Inga underarter finns listade i Catalogue of Life.

## Bildgalleri

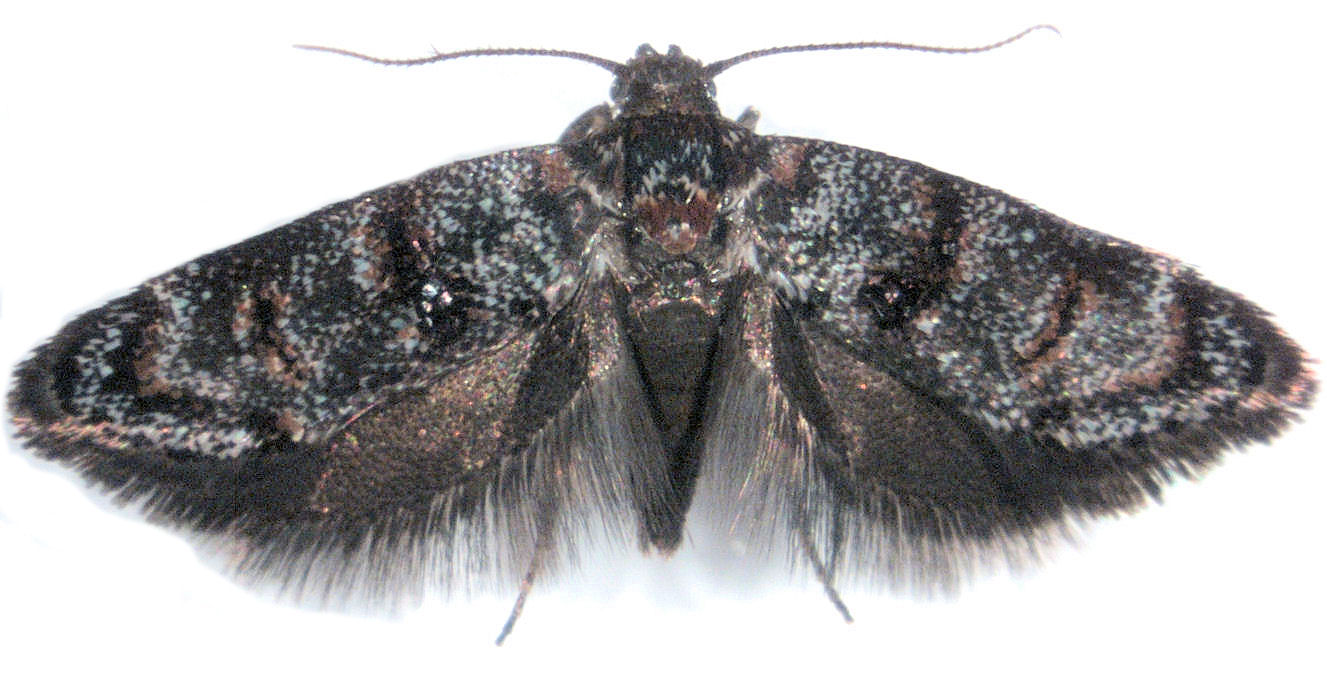